# Ōnojō
Ōnojō (jap. 大野城市, -shi) ist eine Stadt in Japan in der Präfektur Fukuoka. Sie ist eine südliche Vorstadt von Fukuoka.

## Geschichte
Die Stadt wurde am 1. April 1972 offiziell gegründet.

## Verkehr
In der Stadt gibt es einen Bahnhof von JR, 5 Stationen südlich des Bahnhofs Hakata an der Kagoshima-Hauptlinie. Die Nishitetsu mit ihrer Tenjin-Omuta-Linie bedient das Gebiet ebenfalls.
- Straßen:
  - Kyūshū-Autobahn
  - Nationalstraße 3
- Eisenbahn:
  - JR Kagoshima-Hauptlinie

## Söhne und Töchter der Stadt
- ASKA (* 1958), J-Pop-Sänger
- Shintarō Ikeda (* 1980), japanischer Badmintonspieler
- Toshiya Sugiuchi (* 1980), Baseballspieler
- Mizuki Ikeda (* 2004), Bahnradsportlerin

## Angrenzende Städte und Gemeinden
Ōnojō grenzt im Nordwesten an den Stadtbezirk Hakata-ku der Stadt Fukuoka, sowie an die Städte und Gemeinden Dazaifu, Kasuga, Umi, Chikushino, Nakagawa und Shime.

## Weblinks

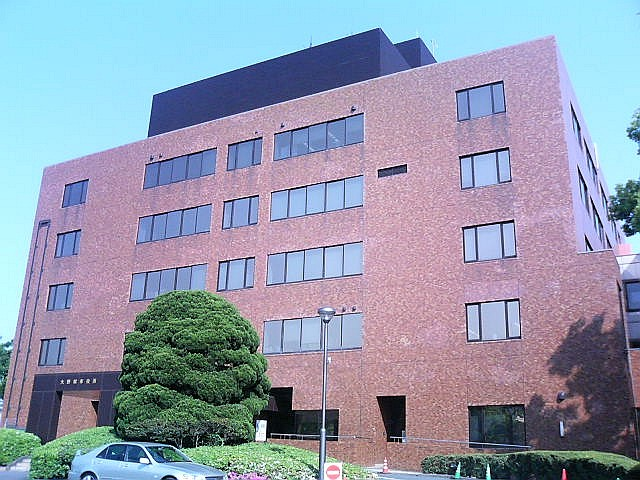
Rathaus von Ōnojō